# 唐訪
唐訪（？—17世紀），字周之，常德府武陵縣人，南明政治人物。

## 生平
唐訪是天啟二年進士唐紹堯之子，崇禎十六年進士唐諴之弟，於隆武元年（1624年）中廣西鄉試解元。永曆年間，他上疏《六代中興法》，瞿式耜、黃錫袞閱讀後驚嘆他的才幹，得永曆帝授翰林院庶吉士、知制誥備顧問，奉命到湖廣聯絡勳鎮何騰蛟。其後父親逝世，他知道時不可為，因此哭著削髮為僧，興建食苦菴居住終老。

## 引用
1. 1 2  錢海岳《南明史·卷五十六·列傳第三十二》：（唐紹堯）子諴、誼、訪。……訪，字周之。隆武元年廣西鄉試第一。永曆中，上《六代中興法》戒書。瞿式耜、黃錫衮嘆謂奇才，疏薦庶吉士掌制誥，奉命入楚聯絡勳鎮。知不可為，遂痛哭為僧，名食苦。
2. ↑  同治《武陵縣志·卷三十五·人物一》：唐訪，字周之，寄籍廣西中壬午【隆武乙酉】鄉試第一，巡撫黃錫衮、吏部瞿式耜見其五策，歎為奇才。永明（王）時特疏入告，授翰林院庶吉士、知制誥備顧問，上《六代中興法》；戒奉命歸楚聯絡勳鎮何騰蛟。值父喪，知時不可為，遂痛哭祝髮，築食苦菴以終。 《通志》、《沅湘耆舊集》